# Hypertrofie (ecologie)
| Trofiegraden     |
| ---------------- |
| hypertrofie      |
| eutrofie         |
| meso-eutrofie    |
| mesotrofie       |
| meso-oligotrofie |
| oligotrofie      |

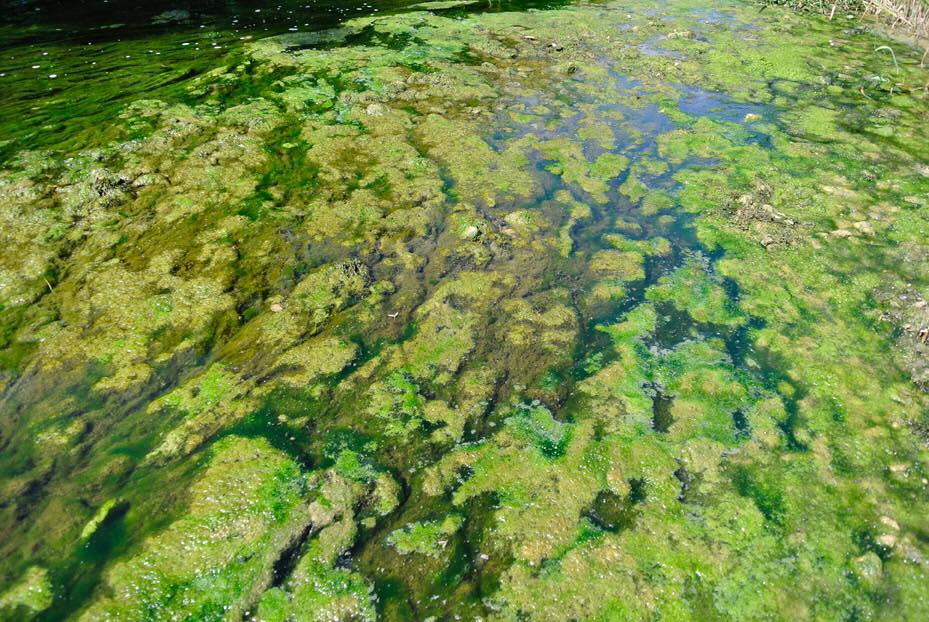
Hypertroof water in Doubs

Met hypertrofie of polytrofie bedoelt men in de ecologie dat een bepaald milieu een extreem hoge trofiegraad kent waardoor er een zwaar overaanbod aan nutriënten beschikbaar is. De biodiversiteit van hypertrofe milieus is daardoor zeer laag. Hypertrofie is dikwijls het gevolg van overbemesting en andere vormen van chemische milieuverontreiniging.
Wanneer in een milieu of standplaats sprake is van hypertrofie dan is het hypertroof. Wanneer een organisme of levensgemeenschap een duidelijke voorkeur heeft voor een hypertrofe milieus is het hypertrafent.

## Natuurlijke hypertrofie
In volledig natuurlijke omstandigheden ontstaan – dikwijls via heel andere milieufactoren en andere schaalniveaus – soms ook hypertrofe milieus. Op zeer kleine schaal is dit bijvoorbeeld het geval op de plek waar een groot zoogdier sterft en het verterende kadaver op dezelfde plek blijft liggen. Doorgaans is de aanvoer van vrijgekomen nutriënten dan dusdanig hoog dat het voor de planten giftig is, waardoor zij sterven. Vooral in graslanden is dit goed te zien; rondom het kadaver groeit een tijdelijk dan geen vegetatie.

## Etymologie
Het woord 'hypertrofie' is opgebouwd uit het Oudgriekse prefix hyper (overmatig) en het achtervoegsel trophia (voeding).

## Fotogalerij

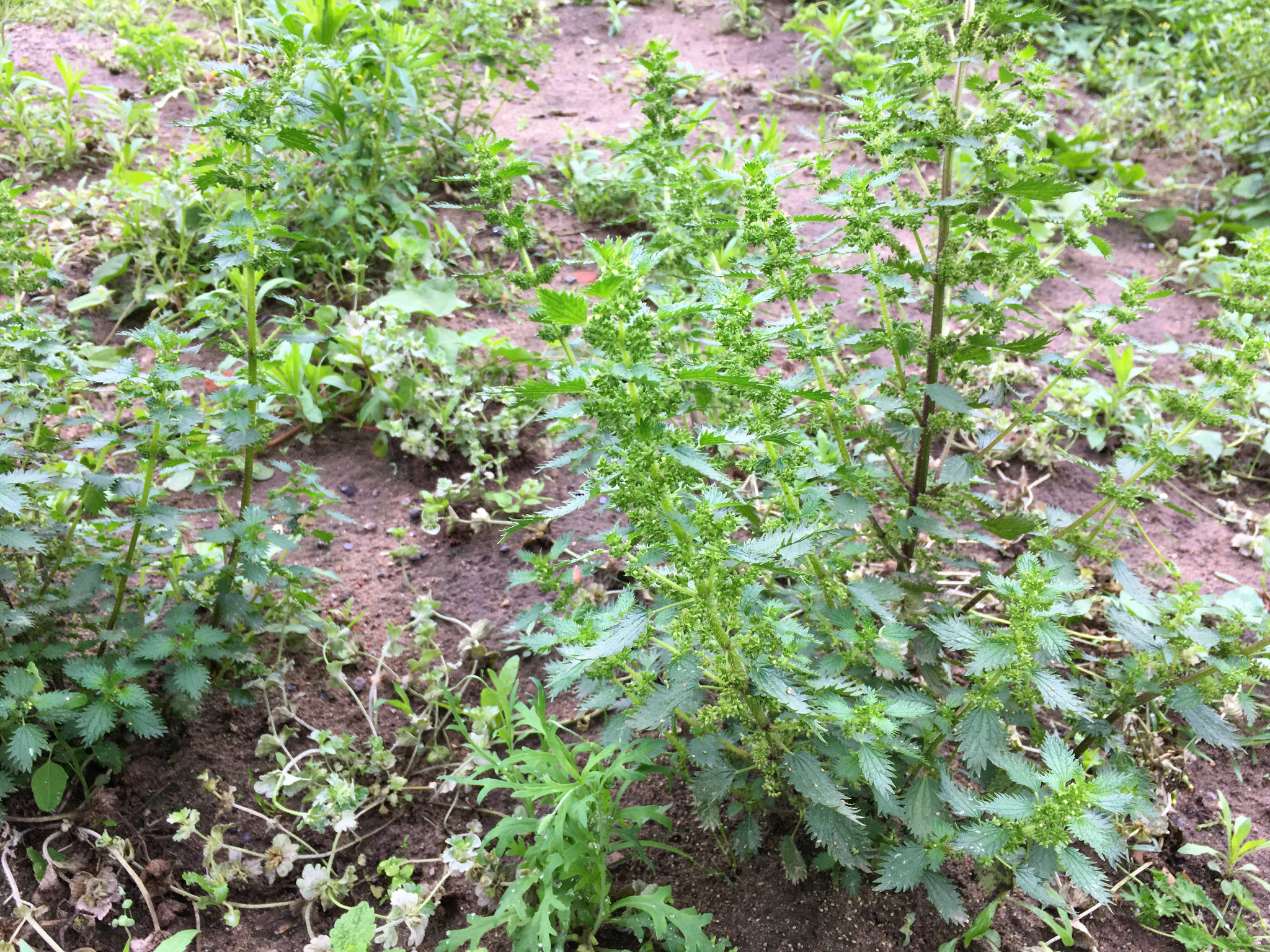
De associatie van kleine brandnetel verdraagt zeer hoge concentraties ammoniak
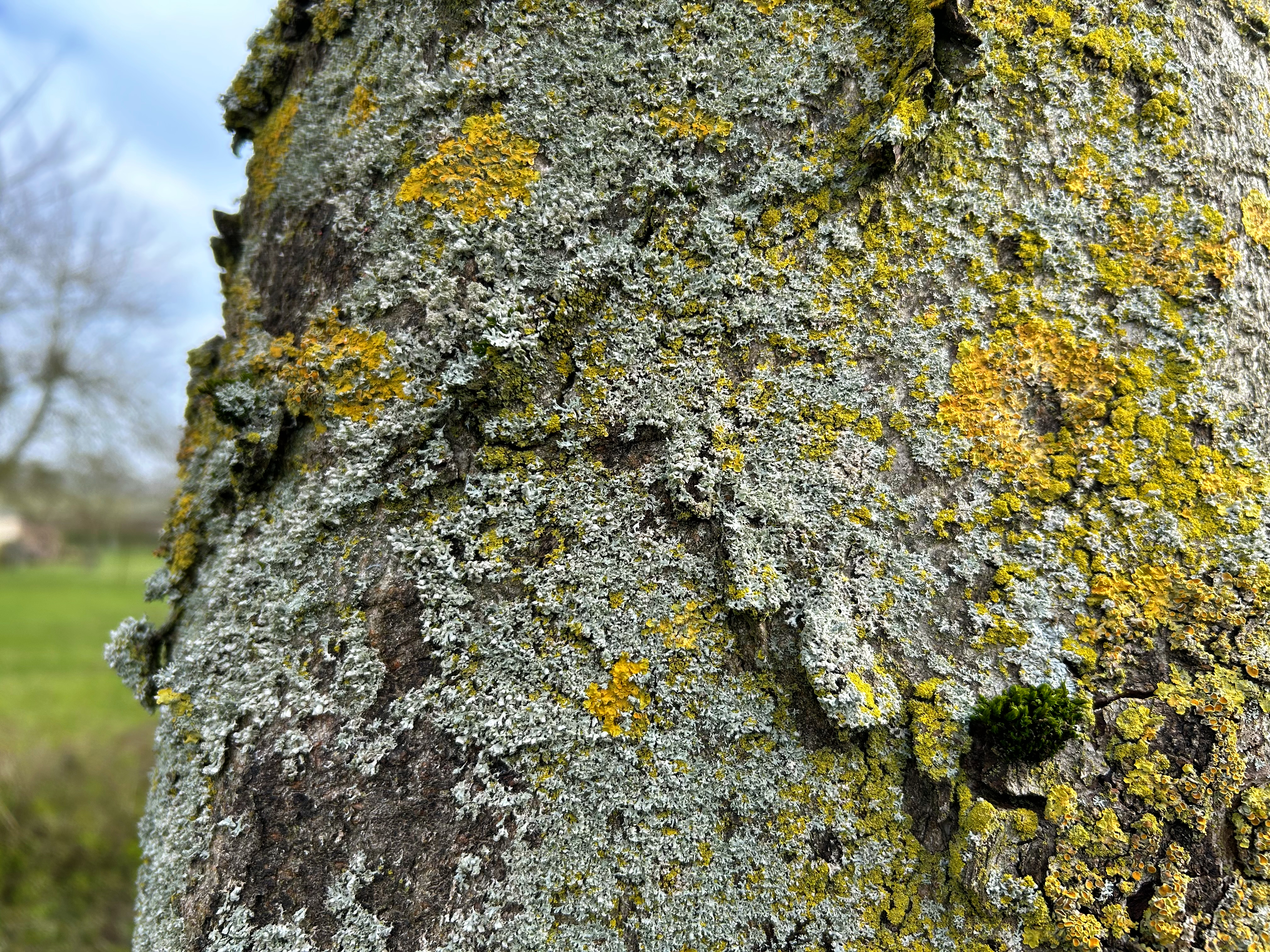
Soortenarme vorm van de kapjesvingermos-associatie op hypertrofe boomschors
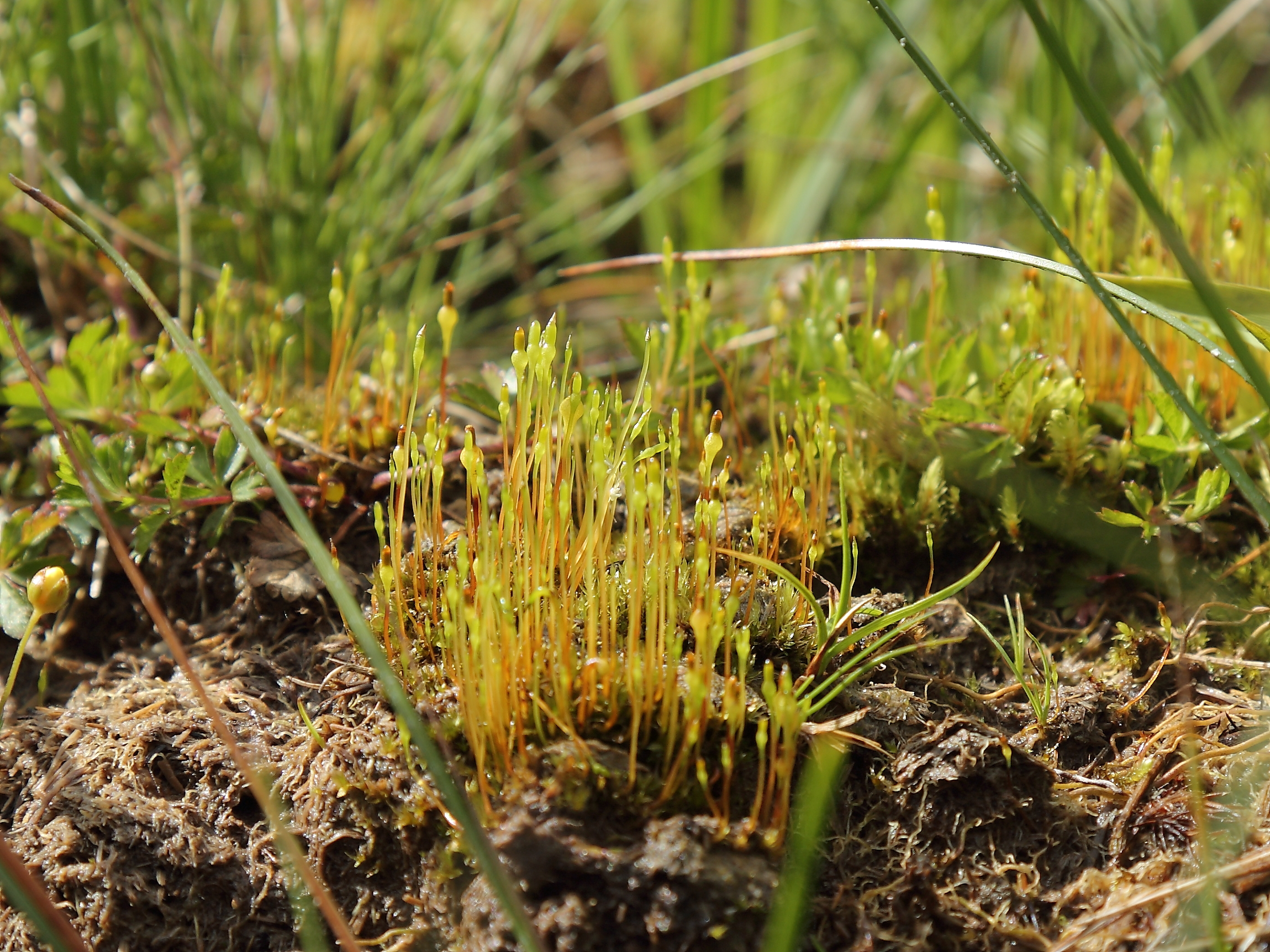
Kruikmos, een hypertrafente soort die leeft in hypertrofe micromilieus in oligotrofe milieus
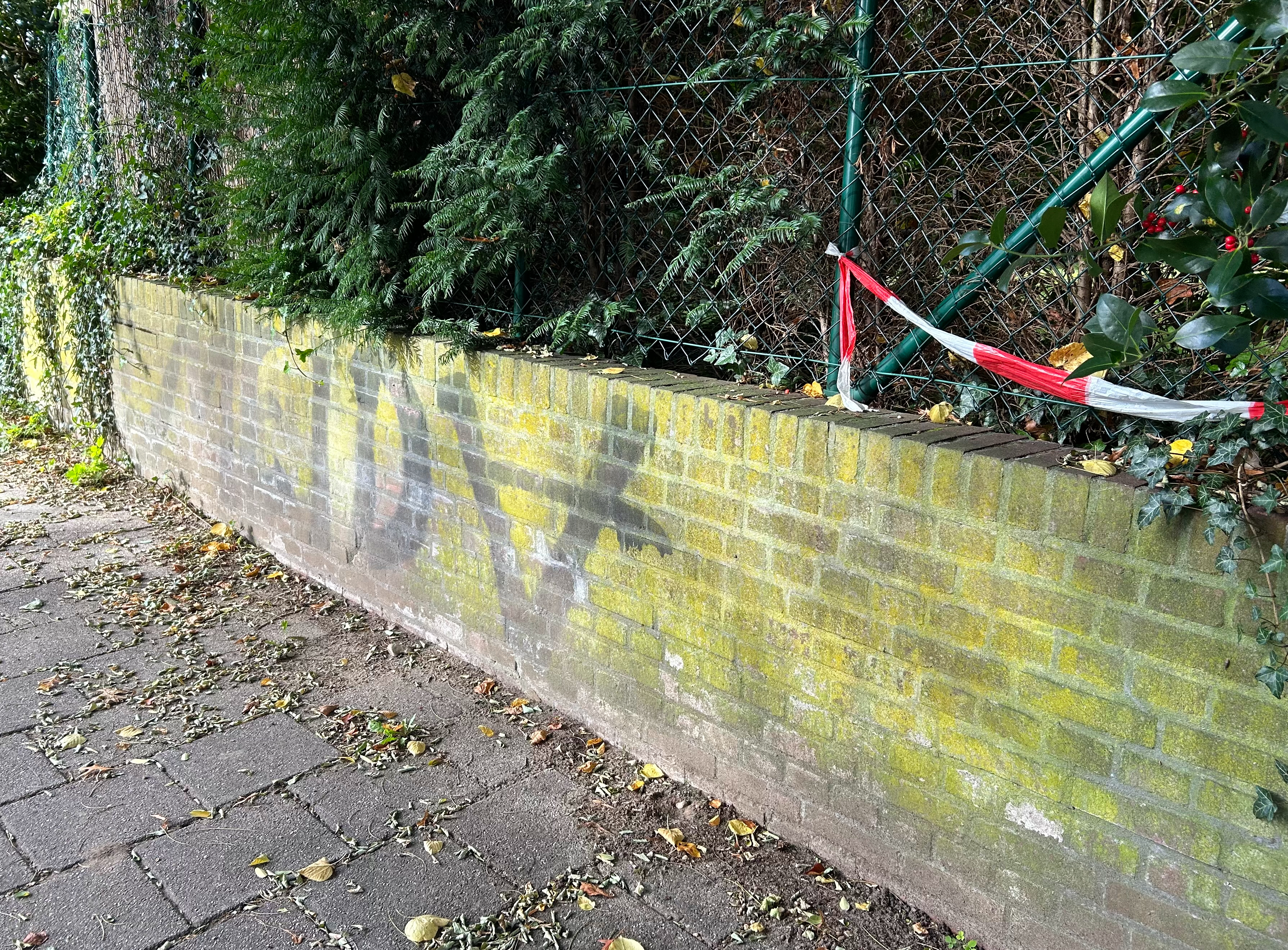
De citroenkorst-associatie op een hypertrofe muur
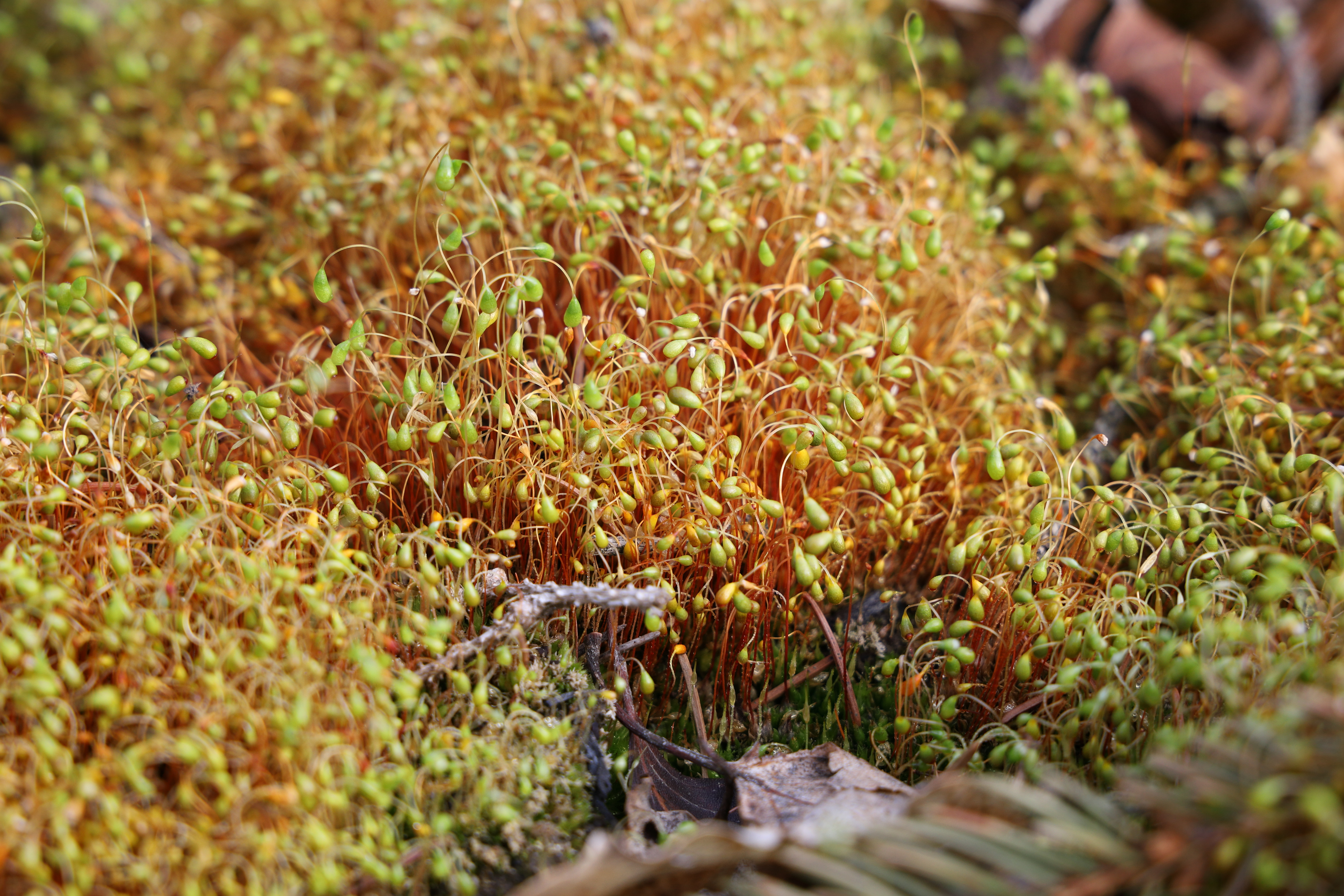
De krulmos-associatie, een hypertrafente associatie
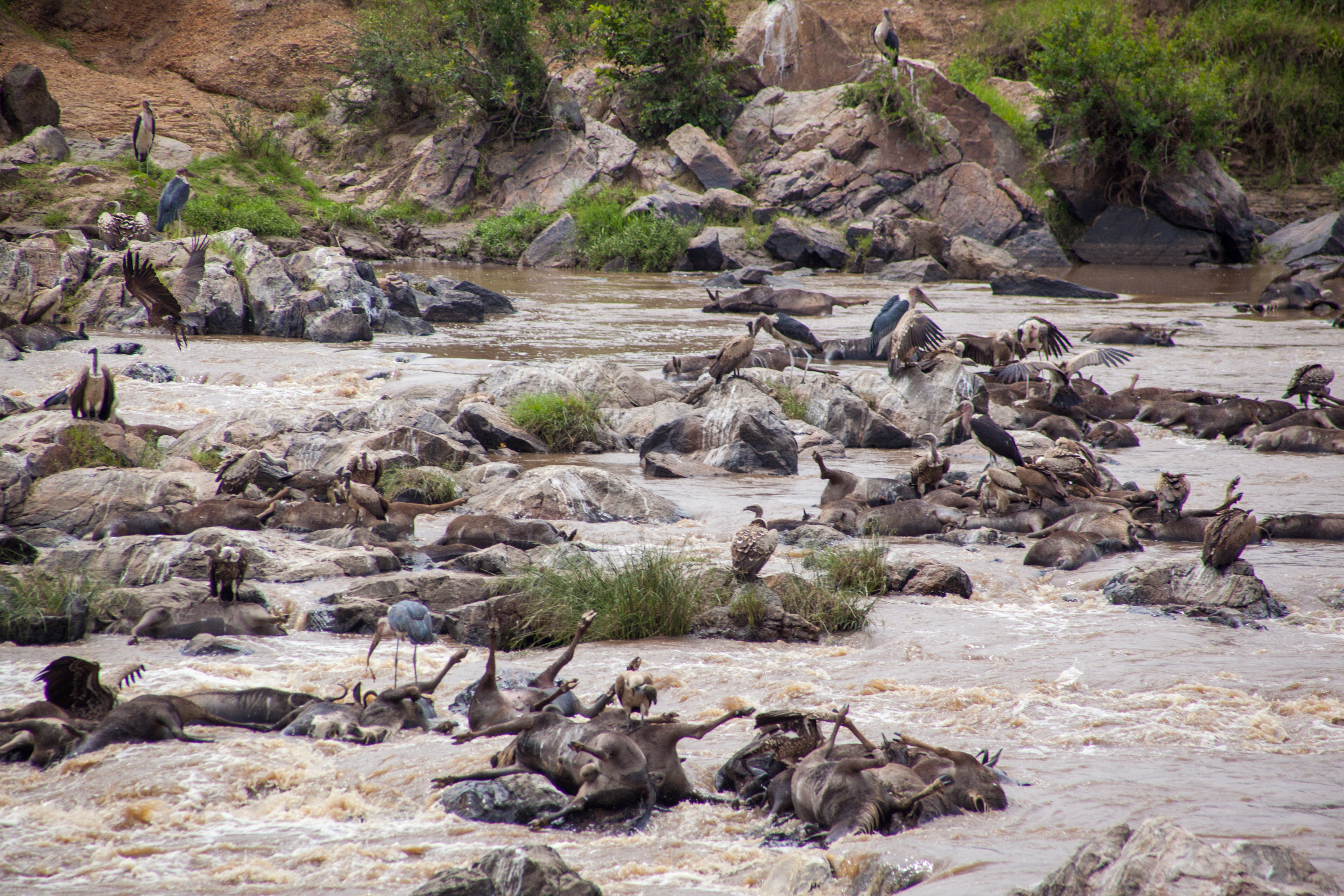
Hypertroof beekmilieu door kadavers en guanotrofie
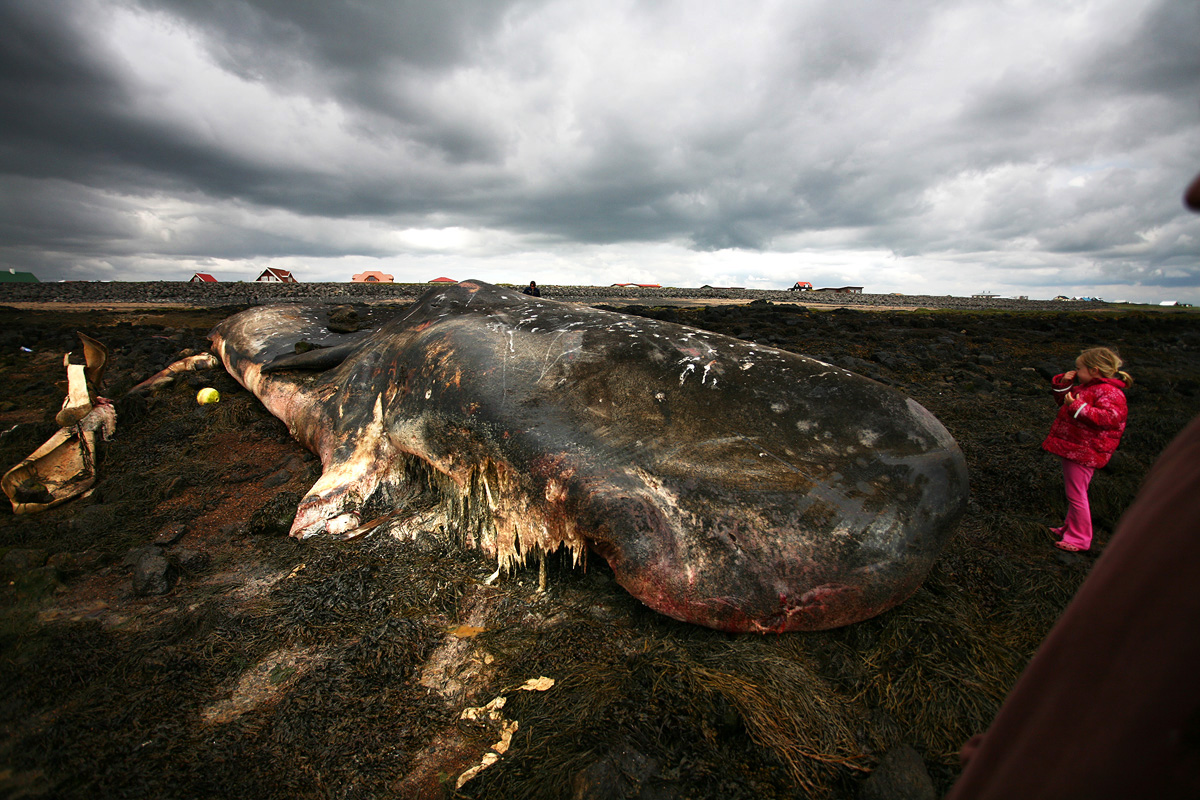
Een hypertrofe standplaats bij een dode potvis